# Linnaemya leucaspis
Linnaemya leucaspis är en tvåvingeart som beskrevs av Fritz Isidore van Emden 1960. Linnaemya leucaspis ingår i släktet Linnaemya och familjen parasitflugor.
Artens utbredningsområde är Kongo. Inga underarter finns listade i Catalogue of Life.